# Équipe des Pays-Bas de football à la Coupe du monde 1938
L'équipe des Pays-Bas de football participe à sa deuxième Coupe du monde lors de l'édition 1938 qui se tient en France du 4 juin 1938 au 19 juin 1938. La Hollande se présente après avoir été éliminé au 1er tour du mondial 1934 et réédite la même performance, en étant battue par la Tchécoslovaquie sur un score de 3-0 après prolongation.

## Phase qualificative

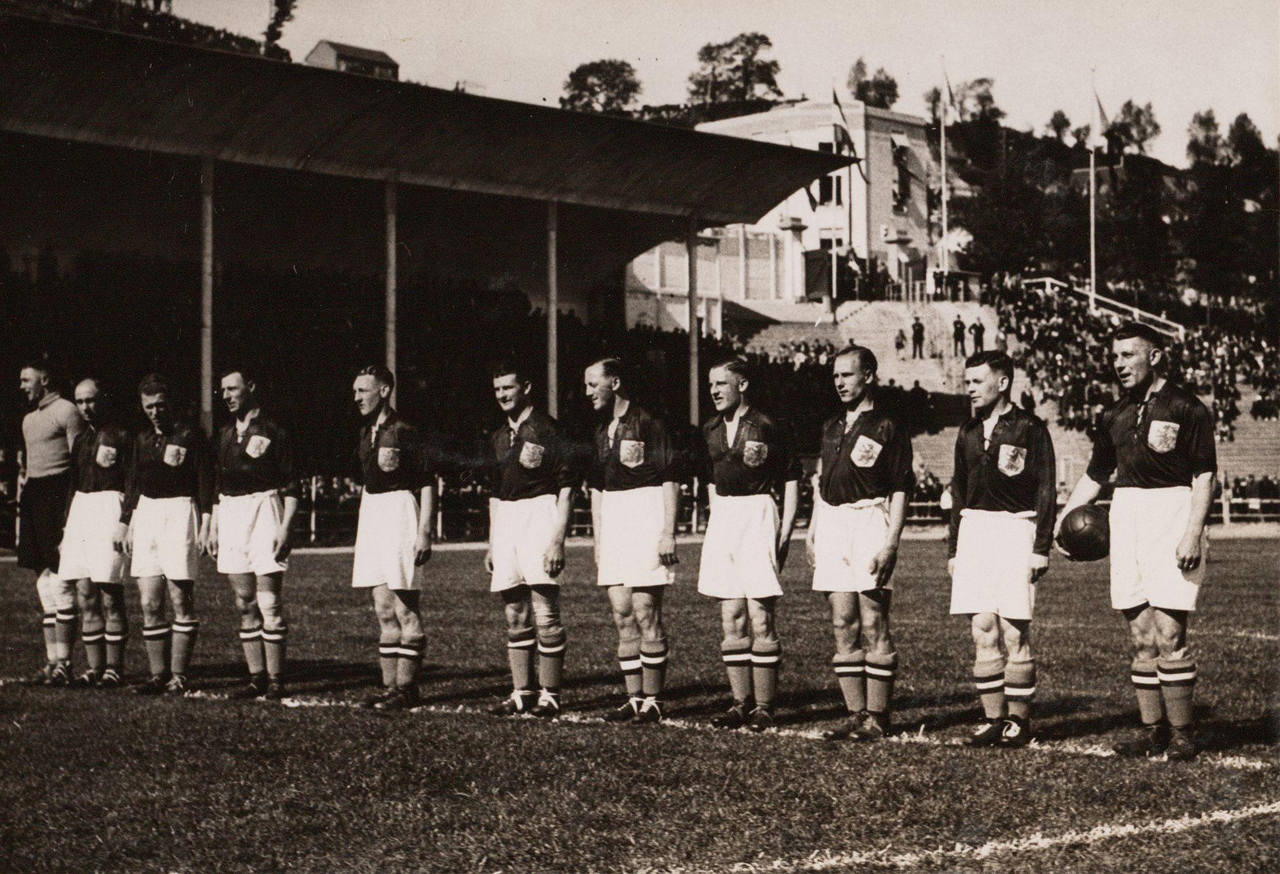
L'équipe néerlandaise avant le match contre la Tchécoslovaquie. De gauche à droite : Adri van Male, Bertus Caldenhove, Mauk Weber, Wim Anderiesen, Frans van der Veen, Kick Smit, Leen Vente, Bas Paauwe, Bertus de Harder, Frank Wels et Puck van Heel.

Les Pays-Bas sont placés dans le groupe 9 de la zone Europe avec la Belgique et le Luxembourg. Les deux premières places sont qualificatives pour la Coupe du monde et les Néerlandais se classent premiers.
| Rang | Équipe     | Pts | J | G | N | P | Bp | Bc | Diff |  | Résultats (▼ dom., ► ext.) |     |     |     |
| ---- | ---------- | --- | - | - | - | - | -- | -- | ---- |  | -------------------------- | --- | --- | --- |
| 1    | Pays-Bas   | 3   | 2 | 1 | 1 | 0 | 5  | 1  | +4   |  | Pays-Bas                   |     |     | 4-0 |
| 2    | Belgique   | 3   | 2 | 1 | 1 | 0 | 4  | 3  | +1   |  | Belgique                   | 1-1 |     |     |
| 3    | Luxembourg | 0   | 2 | 0 | 0 | 2 | 2  | 7  | -5   |  | Luxembourg                 |     | 2-3 |     |

## Phase finale

### Huitièmes de finale
| 5 juin 1938                         | Tchécoslovaquie                                                                           | 3 - 0 a.p. | Pays-Bas                                                                                                 | Stade de la cavée verte (Le Havre)               |                                                  |
| 18 h 30 · Historique des rencontres | Košťálek 93e · Nejedlý 111e · Zeman 118e                                                  | (0 - 0)    | | Spectateurs : 11 000 Arbitrage : Lucien Leclercq | Spectateurs : 11 000 Arbitrage : Lucien Leclercq |
| 18 h 30 · Historique des rencontres | Rapport                                                                                   |            | | Spectateurs : 11 000 Arbitrage : Lucien Leclercq | Spectateurs : 11 000 Arbitrage : Lucien Leclercq |
| 18 h 30 · Historique des rencontres | Plánička - Burgr, Daučík - Košťálek, Bouček, Kopecký - Říha, Šimůnek, Zeman, Nejedlý, Puč | Équipes    | Van Male - Weber, Caldenhove - Paauwe, Anderiesen, Van Heel - Wels, Van der Veen, Smit, Vente, De Harder | Spectateurs : 11 000 Arbitrage : Lucien Leclercq | Spectateurs : 11 000 Arbitrage : Lucien Leclercq |

## Effectif
L'Anglais Bob Glendenning est le sélectionneur des Pays-Bas durant la Coupe du monde.
| No. | Pos.      | Joueur                       | Date de naissance et âge | Sélec. | Club                            |
| --- | --------- | ---------------------------- | ------------------------ | ------ | ------------------------------- |
| -   | Milieu    | Wim Anderiesen               | 27 novembre 1903         | 40     | Ajax Amsterdam                  |
| -   | Défenseur | Dick Been                    | 2 juillet 1909           | 0      | Ajax Amsterdam                  |
| -   | Défenseur | Bertus Caldenhove            | 19 janvier 1914          | 18     | Door Wilskracht Sterk Amsterdam |
| -   | Attaquant | Piet de Boer                 | 10 octobre 1919          | 1      | Kooger Football Club            |
| -   | Attaquant | Johannes Lambertus de Harder | 14 janvier 1920          | 1      | VUC Den Haag                    |
| -   | Attaquant | Arie de Winter               | 27 octobre 1913          | 0      | HFC Haarlem                     |
| -   | Attaquant | Daaf Drok                    | 23 mai 1914              | 7      | Rotterdamsche Football Club     |
| -   | Milieu    | Frans Hogenbirk              | 18 mars 1919             | 0      | Be Quick 1887                   |
| -   | Gardien   | Niek Michel                  | 30 septembre 1912        | 0      | Velseroorder Sport Vereniging   |
| -   | Attaquant | Karel Ooms                   | 9 juin 1917              | 0      | DWV Amsterdam                   |
| -   | Milieu    | Bas Paauwe                   | 4 octobre 1911           | 21     | Feyenoord Rotterdam             |
| -   | Milieu    | Rene Pijpers                 | 15 septembre 1917        | 0      | RFC Roermond                    |
| -   | Défenseur | Hendrikus Plenter            | 23 juin 1913             | 0      | Be Quick 1887                   |
| -   | Attaquant | Piet Punt                    | 6 février 1909           | 1      | Dordrechtse Football Club       |
| -   | Attaquant | Kick Smit                    | 3 novembre 1911          | 21     | HFC Haarlem                     |
| -   | Attaquant | Frans van der Veen           | 25 mars 1918             | 1      | Heracles Almelo                 |
| -   | Milieu    | Puck van Heel                | 21 janvier 1904          | 62     | Feyenoord Rotterdam             |
| -   | Gardien   | Adri van Male                | 7 octobre 1910           | 9      | Feyenoord Rotterdam             |
| -   | Attaquant | Henk van Spaandonck          | 25 juin 1913             | 7      | Neptunus Rotterdam              |
| -   | Attaquant | Leen Vente                   | 14 mai 1911              | 14     | Neptunus Rotterdam              |
| -   | Défenseur | Mauk Weber                   | 1er mars 1914            | 25     | ADO Den Haag                    |
| -   | Attaquant | Frank Wels                   | 21 février 1909          | 35     | GVV Unitas Gorinchem            |

## Navigation